# Maastricht Aachen repülőtér
A Maastricht Aachen repülőtér (IATA: MST, ICAO: EHBK) Hollandia egyik nemzetközi repülőtere, amely Maastricht közelében található. Éves utasforgalma 266 032 fő (2022).

## Futópályák
A repülőtér futópályái:
- 03/21 (2500 m, 45 m, aszfalt)

## Forgalom
Az utasforgalom az elmúlt években az alábbi módon változott:
| Utasok száma | 231 908 | 382 896 | 273 347 | 304 191 | 231 824 | 333 910 | 241 473 | 180 142 | 435 977 | 266 032 |
|              | 1997    | 2000    | 2003    | 2005    | 2008    | 2011    | 2014    | 2016    | 2019    | 2022    |